# 和什托洛盖站
和什托洛盖站，位于中华人民共和国新疆维吾尔自治区伊犁哈萨克自治州塔城地区和布克赛尔蒙古自治县和什托洛盖镇，是奎北铁路上的火车站，建于2009年，由乌鲁木齐铁路局奎屯车务段管辖。

## 歷史
- 建于2009年。

## 外部連結
- 中国铁路客户服务中心（页面存档备份，存于）